# Bob Braithwaite
Pour les articles homonymes, voir Braithwaite.
Bob Braithwaite (né le 28 septembre 1925 à Arnside et mort le 26 février 2015) est un tireur sportif britannique. 

## Biographie
En 1964, il obtient sa place dans l’équipe britannique du tir pour les Jeux olympiques à Tokyo où il se classe 7e dans la discipline du tir au ball-trap. Il remporte la médaille d'or en fosse olympique aux Jeux olympiques d'été de 1968 à Mexico,.